# Taratura
La taratura è una tipologia di caratterizzazione che ha come scopo la definizione delle caratteristiche metrologiche di uno strumento di misura. Questo avviene tramite un confronto di misure con uno strumento di riferimento, definito campione.
La taratura non va confusa con la calibrazione, infatti, la taratura è un'operazione che permette di definire le caratteristiche metrologiche di uno strumento e viene effettuata da un ente certificato; la calibrazione, invece, ha come obiettivo quello di rendere lo strumento più accurato e viene effettuata tutte le volte che lo strumento viene utilizzato.

## Definizione nella VIM
La definizione rigorosa della taratura è enunciata nella terza edizione del Vocabolario Internazionale di Metrologia (VIM 3): la "taratura" è un'operazione, eseguita in condizioni specificate, la quale in una prima fase stabilisce una relazione tra i valori di una grandezza, con le rispettive incertezze di misura, forniti da campioni di misura, e le corrispondenti indicazioni, comprensive delle incertezze di misura associate, e in una seconda fase usa queste informazioni per stabilire una relazione che consente di ottenere un risultato di misura a partire da un'indicazione.

## Scopi della taratura
Gli scopi di una taratura possono essere suddivisi:

### Definizione delle caratteristiche dello strumento
La taratura può essere usata per la determinazione delle caratteristiche metrologiche dello strumento (ad esempio accuratezza, ripetibilità, riproducibilità, linearità, ecc.) necessari per definirne la funzionalità, o per verificarne la rispondenza a dei requisiti. Inoltre permette di sapere qual è la variazione del valore della grandezza.

### Determinazione della precisione dello strumento
La taratura è spesso usata per la determinazione della precisione dello strumento. Questa è definita dall'analisi delle caratteristiche metrologiche, ed espressa in termini di incertezza di misura o in classe dello strumento.
Quando il tarando, cioè l'oggetto della taratura, è uno strumento di misura (ad esempio una bilancia), la taratura ha come scopo la definizione della precisione delle misure dello strumento stesso.
Quando il tarando è uno strumento di riferimento (ad esempio un peso), la taratura ha come scopo la definizione della precisione dello strumento rispetto al suo valore nominale.
Occorre precisare che:
- la taratura è usata per la determinazione della accuratezza dello strumento e non della precisione. Il termine "precisione" (non più usato in metrologia) è il sinonimo di "ripetibilità" la quale è una peculiarità di ogni strumento preso individualmente ed è rappresentato da un errore di tipo casuale il quale, per sua natura, non può essere corretto ma solo stimato;
- l'accuratezza, invece, rappresenta lo scostamento del valore indicato dallo strumento rispetto ad un campione preso come riferimento. L'accuratezza, considerata un errore sistematico, può essere corretta intervenendo con azioni correttive che ne migliorino le prestazioni o, nella impossibilità di praticare tali azioni correttive, costruendo una tabella di taratura la quale migliora notevolmente la qualità della misura.

### Determinazione della transcaratteristica dello strumento
La taratura è usata anche per la determinazione della transcaratteristica dello strumento. Infatti molti strumenti di misura sono dei trasduttori; trasformano la grandezza letta in un segnale (tipicamente di natura elettrica) che può essere più facilmente letto ed elaborato da appositi indicatori. La conoscenza del rapporto tra grandezza letta e segnale generato, permette la corretta impostazione del relativo indicatore, e dunque l'esatta lettura della grandezza misurata.
Questa operazione è spesso nota agli addetti ai lavori, come determinazione della sensibilità dello strumento.

## Metodologie di taratura
Le metodologie di taratura possono essere suddivise sostanzialmente in tre tipologie:

### Taratura per confronto
In questa metodologia, al tarando è fatta misurare la medesima grandezza che si fa misurare allo strumento campione. La precisione del tarando è desunta dal confronto dei due risultati di misura. Ad esempio, un manometro può essere tarato collegandolo ad un circuito idraulico dove è stato installato anche un manometro "campione". In questo caso la medesima grandezza, la pressione, è misurata dai due strumenti, e l'analisi delle differenze dei due rilievi permette di valutare la precisione del tarando.

### Taratura per sostituzione
In questa metodologia di taratura, il campione è o genera direttamente la grandezza che si fa misurare al tarando. La precisione del tarando desunta dal confronto tra il valore nominale della grandezza generata e i risultati di misura del tarando. Ad esempio, una bilancia può essere tarata effettuando delle misure su dei pesi "campione". In questo caso il campione stesso genera una grandezza di valore nominale, il peso, e la valutazione della precisione del tarando scaturisce dall'analisi della differenza tra la lettura sulla bilancia e il peso nominale del campione.

### Taratura diretta
Complementare alla precedente, e destinata alla taratura di strumenti di riferimento. Il tarando genera direttamente la grandezza che è misurata dal campione. La precisione del tarando è definita dal confronto tra il suo valore nominale e la misura realizzata dal campione. Ad esempio, un peso può essere tarato effettuando una misura su una bilancia "campione". In questo caso il tarando genera la grandezza, il peso, e la valutazione della sua precisione scaturisce dall'analisi della differenza tra la lettura sulla bilancia e il peso nominale del tarando.